# نامه به بابا نوئل (فیلم)
نامه به بابا نوئل (لهستانی: Listy do M.) فیلمی سینمایی لهستانی به کارگردانی میتجا اوکورن در ژانر فیلم کمدی رمانتیک محصول سال ۲۰۱۱ است.